# Медведица (притока Волге)
Медведица (рус. Медведица) река је која протиче преко територије Тверске области, у европском делу Руске Федерације и лева је притока реке Волге (и део басена Каспијског језера).
Протиче преко територија Спировског, Лихослављанског, Ремешковског, Кашинског и Кимерског рејона. 
Река Медведица извире на подручју Валдајског побрђа, јужно од села Горма у Спировском рејону, тече у смеру југоистока и након 259 km тока улива се у реку Волгу, односно у вештачко Угличко језеро између варошице Бели Городок и села Скњатино. Површина сливног подручја је 5.570 km². Просечан проток на око 70 km од ушћа је 25,2 m³/s. 
Најважније притоке су Јахрома (66 km), Рудомош (42 km), Ивица (51 km) те Велика и Мала Пудица.
У горњим деловима тока њене обале и приобална равница су обрасле густим шумама, а ширина корита је између 10 и 15 метара. У средњем и доњем делу тока то је типична равничарска река са бројним меандрима и мртвајама, и са широком, ниском и често замочвареном обалном равницом. Градњом вештачког Угличког језера њено корито је скраћено за 13 km и на том подручју њена ширина прелази 200 метара, а дубина достиже и до 11 метара. 
Под ледом је од средине новембра до прве половине априла када је и максималан водостај. Просечан проток воде у доњем делу тока је око 25,8 m³/s, односно у зони ушћа до 41,6 m³/s.
Пловна је 41 km узводно од ушћа.